# زهردرخت‌ها
زهردرخت‌ها (نام علمی: Toxicodendron) نام یک سرده از زیرخانواده پسته‌ای‌واران است.